# SN 1957D
SN 1957D var en supernova som upptäcktes i december 1957 i Messier 83, eller Södra Vindsnurregalaxen, i Vattenormens stjärnbild. Den upptäcktes av H.S. Gates och hade som högst visuell magnitud +15,0.